# Hans Lanser-Ludolff

Hans Lanser-Ludolff um 1920

Hans Lanser-Ludolff bzw. Hans Ludolff (eigentlich August Wilhelm Lanser; * 19. Juni 1860 in Bonn; † 19. Januar 1934 in München) war ein deutscher Theater- und Filmschauspieler sowie Theaterregisseur und Schriftsteller, der in einer Reihe bedeutender deutscher Produktionen der Stummfilmzeit mitwirkte.

## Leben und Wirken
Der Sohn des Kaufmanns Peter Lanser und dessen Frau Catharina, geb. Ruland, besuchte in seiner Heimatstadt das Königliche Gymnasium und übernahm nach dem Tod seines Vaters dessen Wachswarenfabrik J. H. Lanser. 1903 verkaufte er die Firma und ging als Schauspieler ans Weimarer Hoftheater. In der Folgesaison wechselte er ans Königliche Hoftheater Wiesbaden und nahm den Künstlernamen Hans Ludolff an. Ab 1905 wirkte er am Deutschen Theater Berlin, ehe er sich krankheitshalber für einige Zeit in die rheinische Kurstadt Honnef zurückzog. In der Sommerspielzeit 1908 trat der Künstler am Kölner Residenztheater unter Ernst Wehlau auf. Im September desselben Jahres schiffte er sich nach New York ein, wo er in der Wintersaison in Produktionen des New German Theatre auftrat, so in der Rolle des Jean in Pierre Wolffs Ehekomödie Das große Geheimnis und in der Tragödie Die Hochzeit von Valeni von Ludwig Ganghofer und Marco Brociner.
Nach seiner Rückkehr nach Europa gehörte er zum Lotti-Sarrow-Ensemble, das von 1909 bis zum Ausbruch des Ersten Weltkrieges mit Mimodramen Stefan Vacanos in den Großstädten Europas gastierte. In diesem Zusammenhang fungierte Lanser-Ludolff sowohl als stellvertretender Direktor der mit eigener Dekoration und Ausstattung auftretenden Wanderbühne als auch als Oberspielleiter und Darsteller des Vier-Personen-Stücks Die Ehebrecherin, in dem neben ihm noch der Autor Vacano, Kurt Wolfgang und die Namensgeberin des Ensembles Lotti Sarrow spielten. 1914 verzeichnete die Genossenschaft Deutscher Bühnen-Angehöriger Lanser-Ludolff als Schauspieler und Regisseur in der Rubrik der gastierenden Künstler. Lanser-Ludolff betätigte sich auch schriftstellerisch und verfasste beispielsweise das Bühnenwerk St. Columbanika 1412.
1914 trat der Schauspieler in zwei Stummfilmen Urban Gads in Erscheinung, in denen Asta Nielsen die Hauptrolle spielte. Seine Filmauftritte zeigten ihn von Beginn an in Altersrollen, so 1916 etwa als blinden Vater in Wenn Menschen reif zur Liebe werden. Mehrfach arbeitete er mit den Regisseuren Erich Eriksen und Emil Justitz zusammen, u. a. für den frühen Hans-Albers-Film Falschspieler (1920). Des Weiteren war Lanser-Ludolff in Filmen von Georg Alexander, Fern Andra, Carl Boese, Joseph Delmont, Franz Hofer, Ottmar Ostermayr, Jaap Speyer und Franz Seitz senior zu sehen. Seine bekannteste Rolle war der Insasse der Irrenanstalt in der Rahmenhandlung von Robert Wienes expressionistischem Horror-Klassiker Das Cabinet des Dr. Caligari (1920), dem Friedrich Fehér in der Rolle des Franzis auf einer Gartenbank sitzend die eigentliche Filmhandlung erzählt. Jahrzehntelang war jedoch unbekannt, dass es sich hierbei um Lanser-Ludolff handelt. Im selben Jahr hatte Lanser-Ludolff auch einen Auftritt im F.-W.-Murnau-Film Der Januskopf, der jedoch als verschollen gilt. An Fritz Langs Frühwerk Die Spinnen (1919) hatte er, wenn auch wie im Fall Caligari ohne Namensnennung, ein Jahr zuvor ebenfalls als Darsteller mitgewirkt. Seine letzte bekannte Mitwirkung im Film war 1923 in Dr. Sacrobosco, der große Unheimliche nach einem Drehbuch von Gustav Meyrink unter der Regie von Josef Firmans.
Gegen Mitte der 1920er-Jahre setzte sich Hans Lanser-Ludolff, nun in München wohnhaft, zur Ruhe. Gelegentlich war er noch als Rezitator im Rundfunk zu hören. Er starb 1934 an einem Herzleiden.

## Filmografie
- 1914: Das Kind ruft
- 1914: Zapatas Bande
- 1916: Wenn Menschen reif zur Liebe werden
- 1916: Wer wirft den ersten Stein auf sie?
- 1916: Homunculus, 3. Teil
- 1916: Hoffmanns Erzählungen
- 1917: Der Theaterprinz
- 1917: Der Seele Saiten schwingen nicht
- 1918: Wenn Frauen lieben und hassen
- 1919: Die Spinnen, 1. Teil
- 1919: Der Skandal im Viktoria-Club
- 1919: Der Bastard
- 1919: Johannistraum
- 1920: Der Mann auf der Flasche
- 1920: Hexengold
- 1920: Das Cabinet des Dr. Caligari
- 1920: Der Januskopf
- 1920: Das große Geheimnis
- 1920: Falschspieler
- 1920: Das rote Plakat
- 1921: Der Schatten der Gaby Leed
- 1922: Nosferatu – Eine Symphonie des Grauens
- 1922: Der schwarze Harlekin
- 1923: Dr. Sacrobosco, der große Unheimliche